# Лекейтіо
Лекейтіо (баск. Lekeitio (офіційна назва), ісп. Lequeitio) — муніципалітет в Іспанії, у складі автономної спільноти Країна Басків, у провінції Біская. Населення — 7477 осіб (2009).
Муніципалітет розташований на відстані близько 340 км на північ від Мадрида, 36 км на схід від Більбао.

## Демографія
Динаміка населення (INE ):

## Галерея зображень

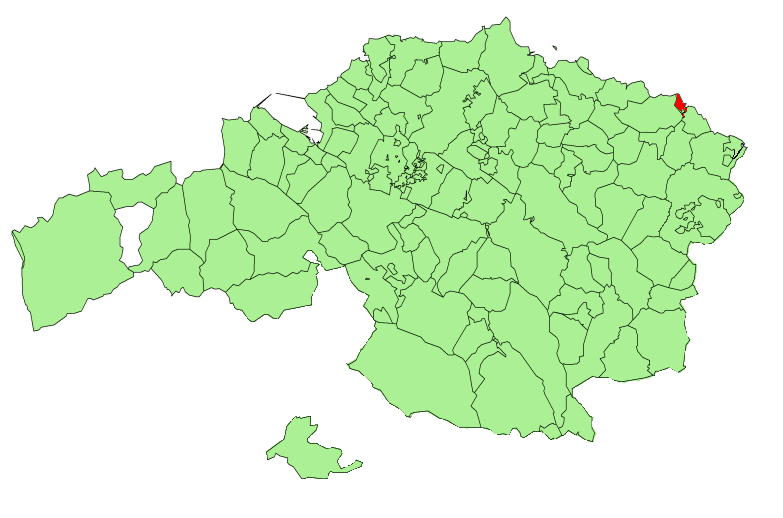
Розташування муніципалітету
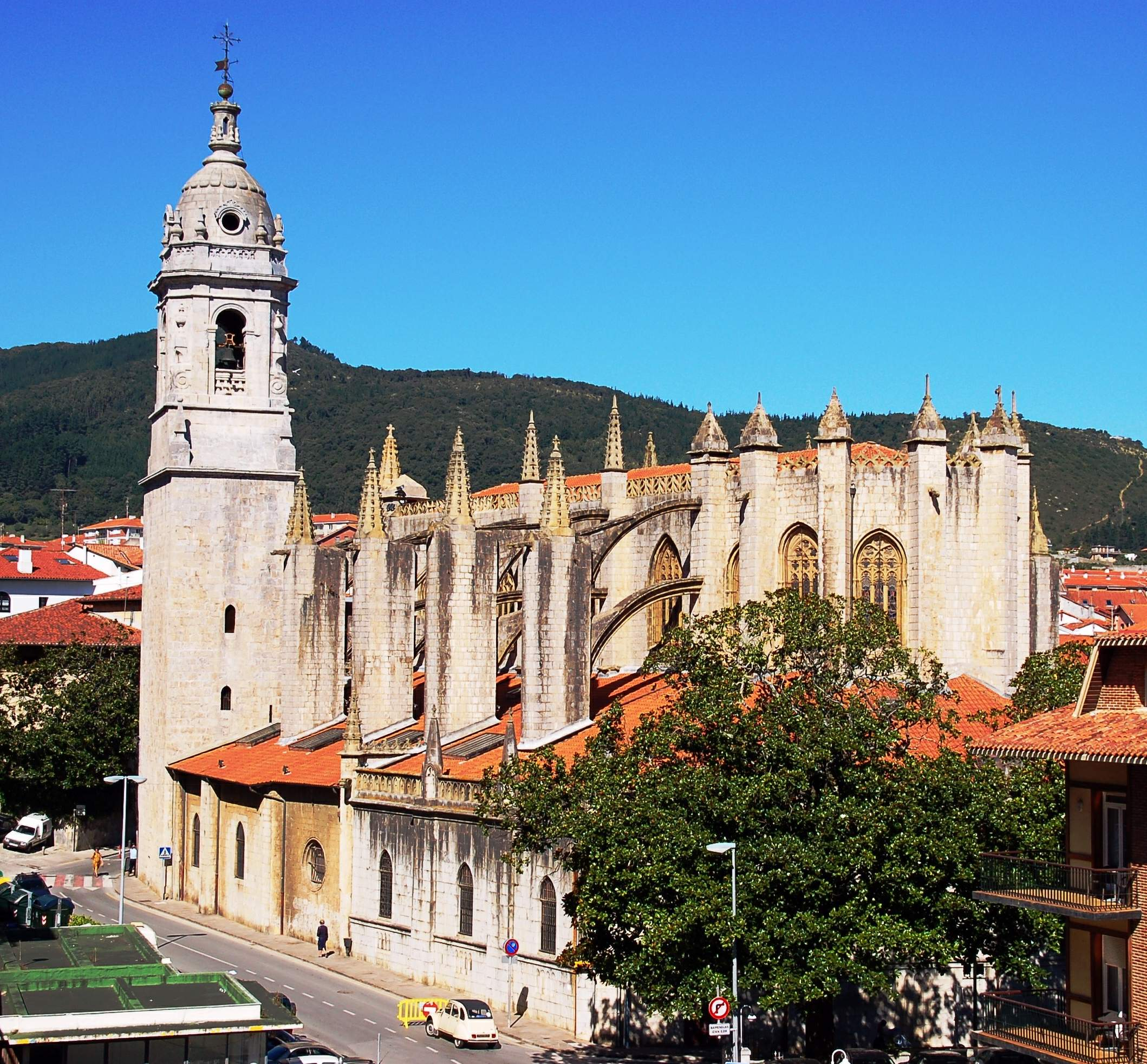
Базиліка Вознесіння Діви Марії
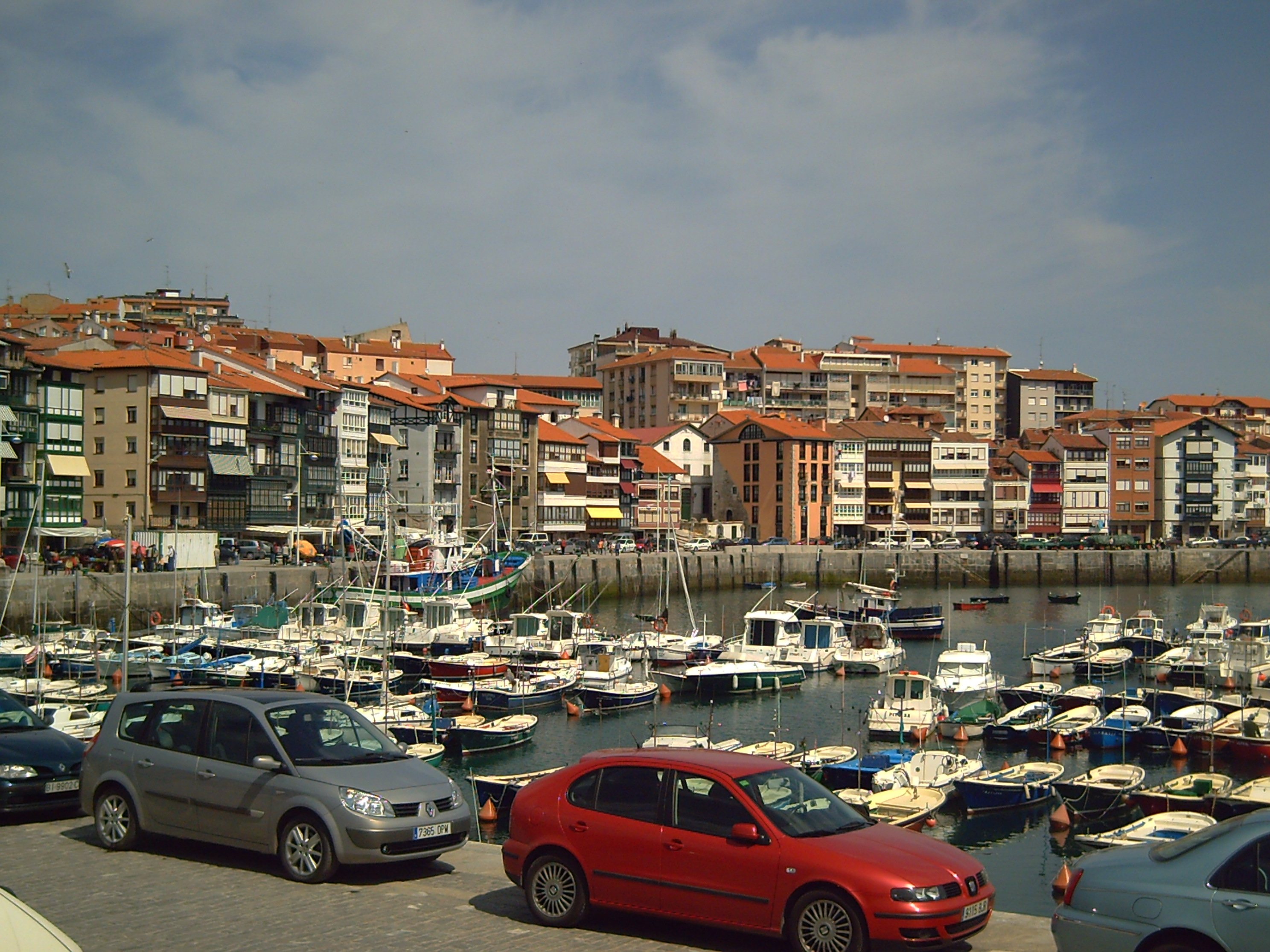
Порт міста Лекейтіо
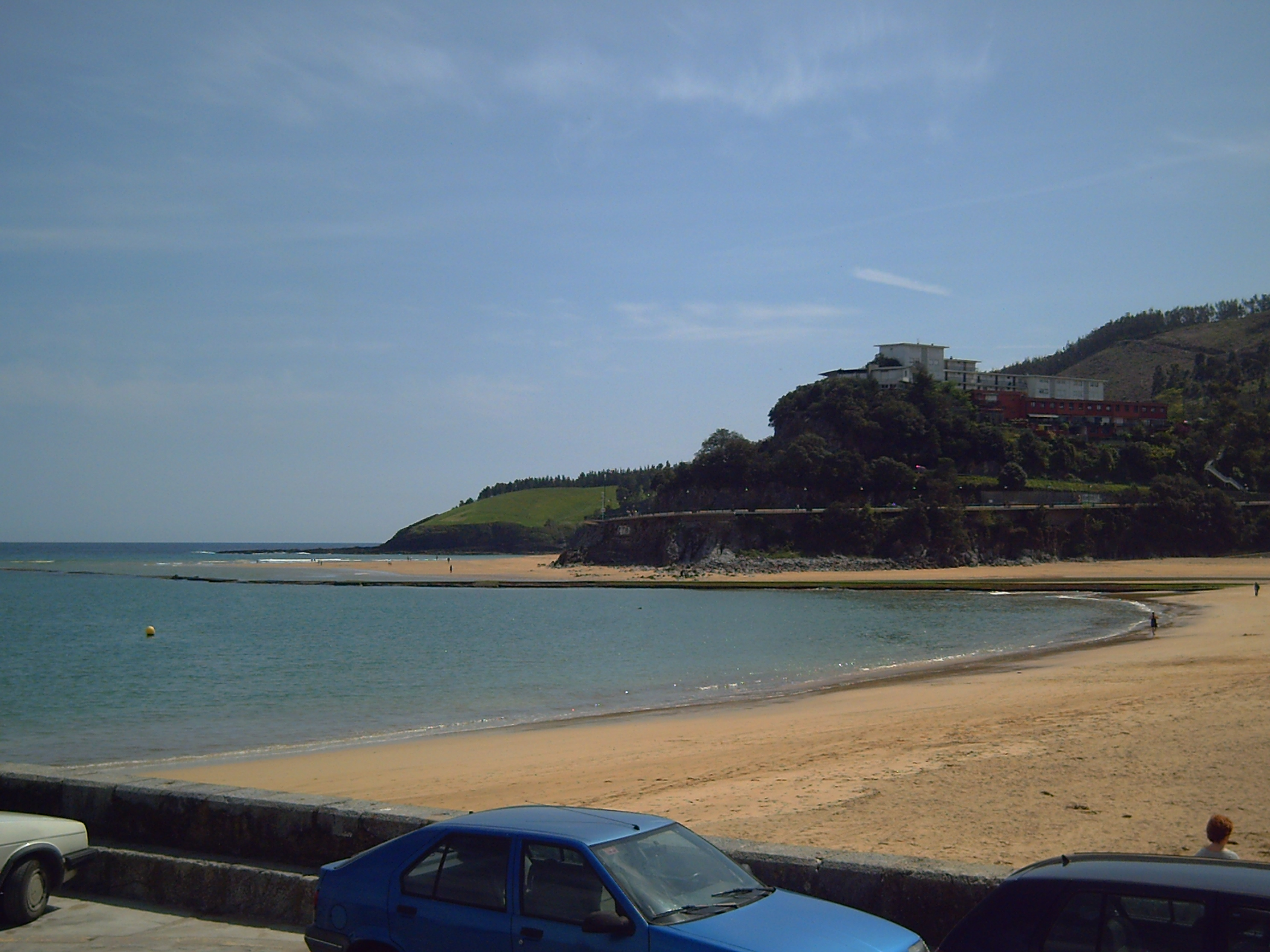
Один з пляжів Лекейтіо
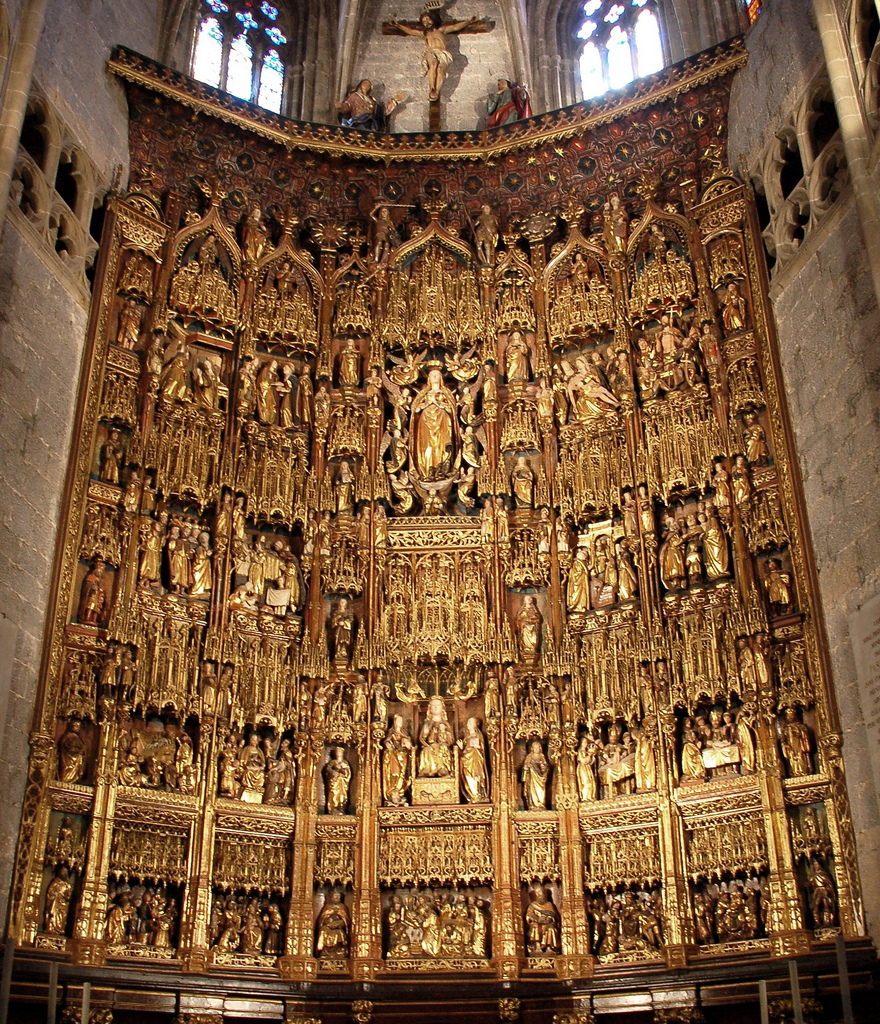
Готичний вівтар з базиліки Вознесіння Діви Марії